# Miquel de Perellós
Miquel de Perellós  (Perellós, 1348 ? — Ambrun, 1 de maig del 1427) va ser un religiós rossellonès, arquebisbe d'Ambrun.

## Biografia
Procedia de família noble, atès que era fill de Francesc I de Perellós, primer vescomte de Rueda, i germà de Ramon de Perellós. Canonge de Mallorca el 1370, el 1378 i probablement per la influència del seu pare a la cort reial de París va ser nomenat arquebisbe d'Ambrun pel papa cismàtic Climent VII d'Avinyó. Tingué bona relació amb el successor d'aquest, Benet XIII, que l'ajudà a combatre l'heretgia dels valdesos a la seva arxidiòcesi enviant-li el 1401 el notable predicador valencià Vicent Ferrer. Malgrat l'origen cismàtic del seu nomenament, l'actuació de Perellós estigué vinculada únicament als interessos materials de la seva diòcesi, sense intervenir en responsabilitats d'un abast més gran. Malauradament, el seu govern dels afers materials de la diòcesi fou molt feble, i sembla (segons Capeille) que la seva família es dedicà al saqueig dels béns de l'arquebisbat.
Començà a distanciar-se de Benet XIII quan es negà a acatar el pagament d'un impost extraordinari fixat el 1407. Posteriorment, el 1415, mitjançant el seu germà Ramon prestà jurament de fidelitat a l'emperador Segimon I, a Perpinyà. Es visualitzà definitivament el retorn de la diòcesi d'Ambrun a l'església romana quan el 1417 el conciliador papa Martí V confirmà alguns antics drets de la diòcesi i el 20 de febrer del 1421 en ratificà els estatuts i els privilegis.
Fou el darrer arquebisbe d'Ambrun que tingué el dret d'encunyar moneda, ja que, a causa de la baixíssima llei amb què ho feia, el rei Carles VI la devaluà a nivells ínfims i feu establir a començaments del segle xiv una seca pròpia a Ambrun.